# Tuyết Thôn Hữu Mai
Tuyết Thôn Hữu Mai (zh. 雪村有梅, ja. sesson yūbai), 1288-1346, là một vị Thiền sư Nhật Bản, thuộc tông Lâm Tế. Ban đầu, Sư thụ giáo nơi Thiền sư Nhất Sơn Nhất Ninh tại thiền viện Kiến Trường (ja. kenchō-ji) ở Liêm Thương (ja. kamakura). Năm 1307, Sư cất bước sang Trung Quốc tu học nhưng không may, bị nghi là gián điệp và phải ngồi tù 10 năm liền. Sau khi được thả, Sư chu du đây đó, tham vấn nhiều vị Thiền sư danh tiếng bấy giờ. Năm 1328, Sư trở về Nhật và theo lời thỉnh cầu của vị tướng quân (shōgun) Túc Lợi Tôn Thị (Ashikaga Takauji) trụ trì chùa Vạn Thọ (ja. manju-ji). Năm 1345, Sư được cử trụ trì chùa Kiến Nhân (ja. kennin-ji). Cùng với Nhất Sơn Nhất Ninh, Sư được xem là người khai sáng phong trào Ngũ Sơn văn học (ja. gosan bungaku) tại Nhật.